# Краснооктябрське міське поселення (Каргапольський район)
Краснооктя́брське міське поселення (рос. Краснооктябрьское городское поселение) — сільське поселення у складі Каргапольського району Курганської області Росії.
Адміністративний центр та єдиний населений пункт — селище міського типу Красний Октябр.
Населення сільського поселення становить 4290 осіб (2017; 4234 у 2010, 4178 у 2002).